# Hypericum capitatum
Hypericum capitatum är en johannesörtsväxtart som beskrevs av Jacques Denys Denis Choisy. Hypericum capitatum ingår i släktet johannesörter, och familjen johannesörtsväxter. Utöver nominatformen finns också underarten H. c. luteum.

## Bildgalleri

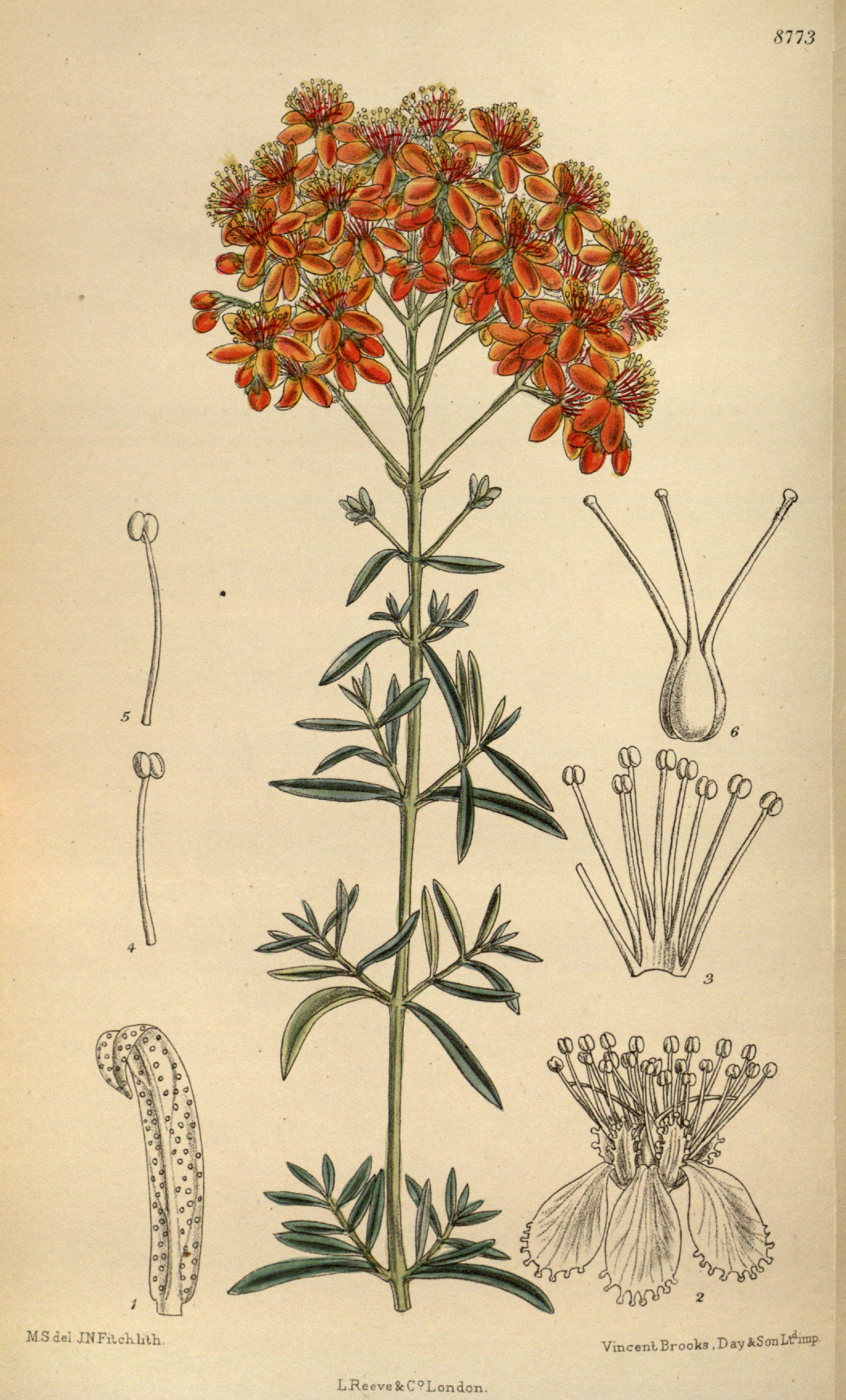